# Bel Air (Maryland)
Bel Air és una població dels Estats Units a l'estat de Maryland. Segons el cens del 2000 tenia 10.080 habitants.

## Demografia
Segons el cens del 2000, Bel Air tenia 10.080 habitants, 4.235 habitatges, i 2.511 famílies. La densitat de població era de 1.385 habitants per km².
Dels 4.235 habitatges en un 28,2% hi vivien nens de menys de 18 anys, en un 45,2% hi vivien parelles casades, en un 10,4% dones solteres, i en un 40,7% no eren unitats familiars. En el 35,2% dels habitatges hi vivien persones soles el 14,8% de les quals corresponia a persones de 65 anys o més que vivien soles. El nombre mitjà de persones vivint en cada habitatge era de 2,25 i el nombre mitjà de persones que vivien en cada família era de 2,94.
Per edats la població es repartia de la següent manera: un 22,1% tenia menys de 18 anys, un 8,2% entre 18 i 24, un 30,5% entre 25 i 44, un 21,8% de 45 a 60 i un 17,4% 65 anys o més.
L'edat mediana era de 39 anys. Per cada 100 dones de 18 o més anys hi havia 91,1 homes.
La renda mediana per habitatge era de 44.135 $ i la renda mediana per família de 58.299 $. Els homes tenien una renda mediana de 42.412 $ mentre que les dones 29.207 $. La renda per capita de la població era de 23.737 $. Entorn del 4% de les famílies i el 6,4% de la població estaven per davall del llindar de pobresa.

## Poblacions més properes
El següent diagrama mostra les poblacions més properes.